# Війратсі
Ві́йратсі (ест. Viiratsi alevik, раніше Віератц — нім. Wieratz) — селище в Естонії, у волості Вільянді повіту Вільяндімаа.

## Населення
Чисельність населення на 31 грудня 2011 року становила 1332 особи.

## Географія
Селище лежить у східному передмісті  Вільянді.
Через населений пункт проходять автошляхи 92 (Тарту — Вільянді — Кілінґі-Нимме), 52 (Вільянді — Ринґу) та 24155 (Вільянді — Вялусте — Мустла).

## Історія
З 7 травня 1992 до 5 листопада 2013 року селище входило до складу волості Війратсі й було її адміністративним центром.

## Пам'ятки
- Братське поховання жертв Другої світової війни, історична пам'ятка.[2]

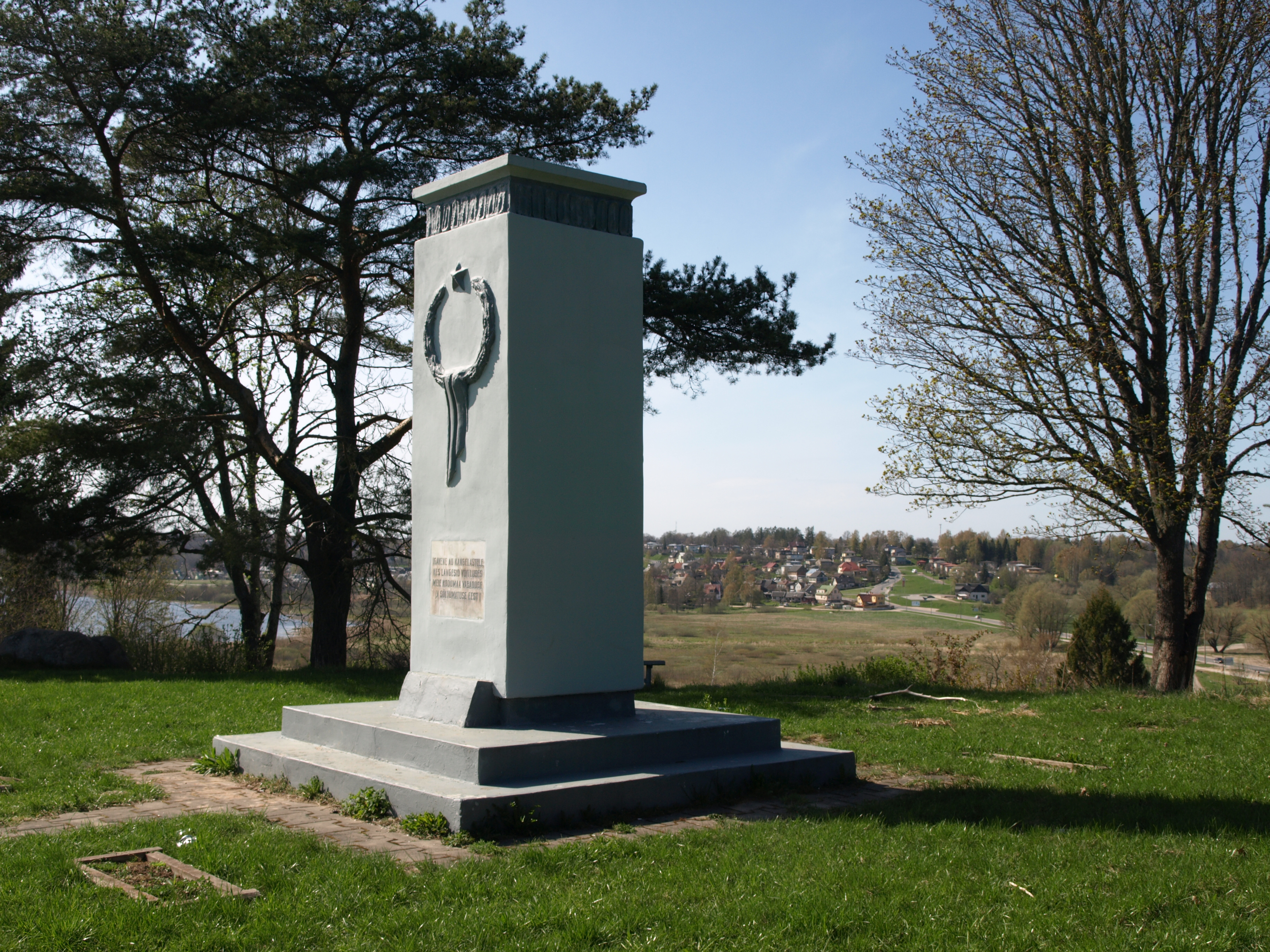
Братня могила загиблих у Другій світовій війні